# Ołeksandriwka (hromada Horochiwśke)
Ołeksandriwka (ukr. Олександрівка) – wieś na Ukrainie, w obwodzie mikołajowskim, w rejonie basztańskim. W 2001 liczyła 1336 mieszkańców.